# Odontoloma spinicaudum
Odontoloma spinicaudum là một loài bọ cánh cứng trong họ Bọ hung (Scarabaeidae).